# لويس فرناندو سيبولفيدا
لويس فرناندو سيبولفيدا (بالإسبانية: Luis Fernando Sepúlveda) هو دراج تشيلي، ولد في 8 أبريل 1974 في كوريكو في تشيلي.

## وصلات خارجية
- لويس فرناندو سيبولفيدا على موقع الاتحاد الدولي للدراجات (الإنجليزية)
- لويس فرناندو سيبولفيدا على موقع أرشيف الدراجات (الإنجليزية)
- لويس فرناندو سيبولفيدا على موقع إحصائيات الدراجات الإحترافية (الإنجليزية)
- لويس فرناندو سيبولفيدا على موقع نسبة الدراجات (الإنجليزية)
- لويس فرناندو سيبولفيدا على موقع أوليمبيديا (الإنجليزية)